# Tsagaanchuluut
Tsagaanchuluut (mongoliska: Цагаанчулуут Сум, Цагаанчулуут, Tsagaanchuluut Sum) är ett distrikt i Mongoliet.   Det ligger i provinsen Dzavchan, i den västra delen av landet, 800 km väster om huvudstaden Ulaanbaatar.